# Ochs Glacier
Ochs Glacier är en glaciär i Antarktis. Den ligger i Västantarktis. Inget land gör anspråk på området. Ochs Glacier ligger 542 meter över havet.
Terrängen runt Ochs Glacier är kuperad åt nordost, men åt sydväst är den platt. Trakten är obefolkad. Det finns inga samhällen i närheten. 